# Castelliere di San Pietro
Il Castelliere di San Pietro è un castelliere ubicato a circa 4,5 km da Ceglie Messapica, probabilmente costruito a difesa di un abitato preistorico che effettivamente sorge alle pendici della Collina di San Pietro. Tali costruzioni sono diffuse in particolar modo nel Triveneto. Tali costruzioni iniziano a diffondersi tra l'età del bronzo e l'età del ferro, perciò il sito fu costruito sicuramente tra il 3400 a.C. e il 1000 a.C. confermando così l'esistenza di una civiltà organizzata nel territorio di Ceglie Messapica fin da prima dell'emigrazione dei Greci e degli Illiri.

## Descrizione

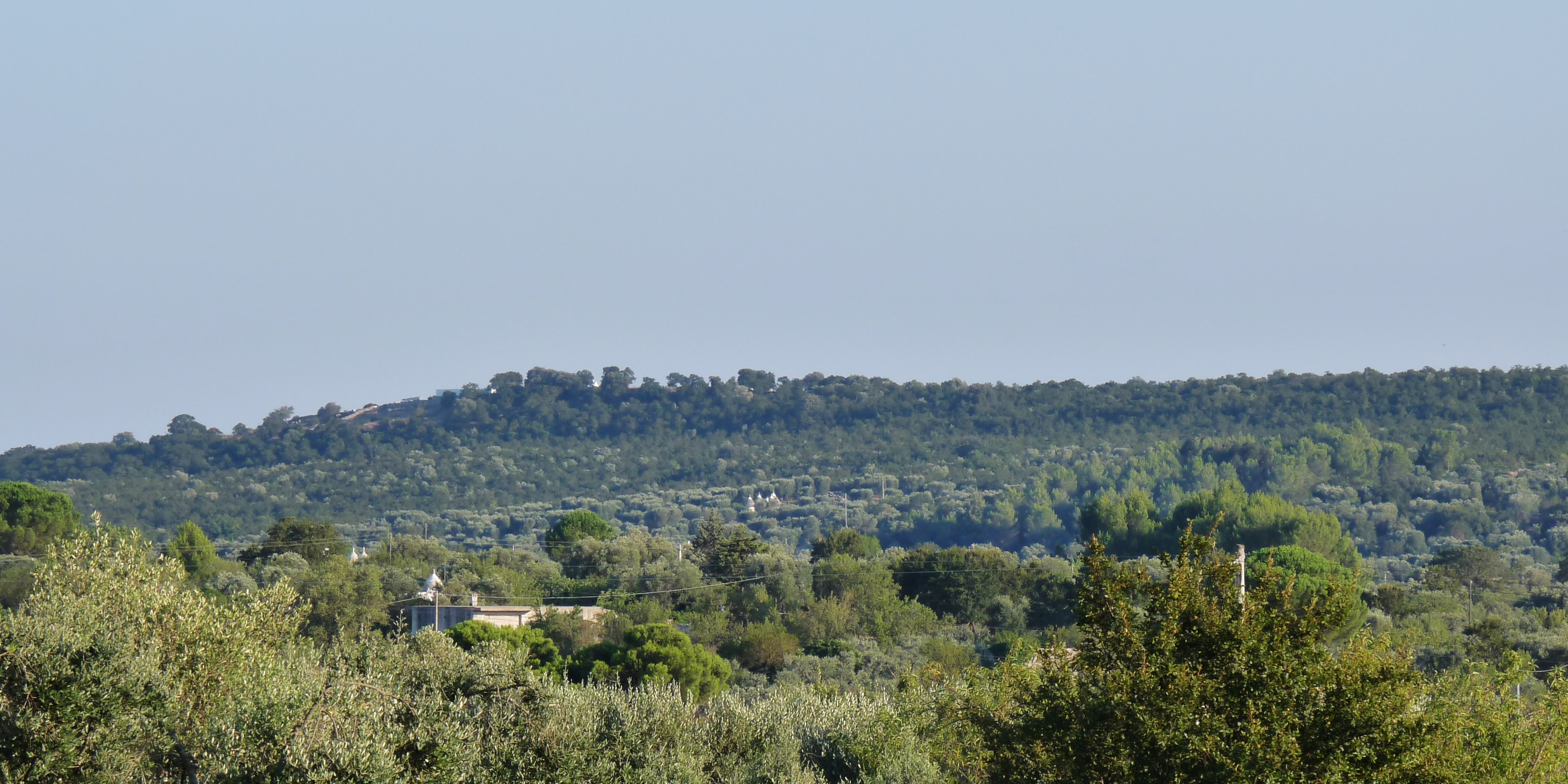
La collina del bosco di San Pietro, dove in cima è collocato il castelliere

Il castelliere si trova sulla vetta della collina di San Pietro, collina che si sviluppa nella porzione con più ampia superficie boscosa del territorio di Ceglie (120 ettari) lungo la strada per Martina Franca, dove oggi sorge la Masseria di San Pietro, il nome del sito dedicato ad un santo fa credere che, come accadde in varie zone dell'impero dopo l'Editto di Milano, qui vi fosse un tempio pagano che cambiò denominazione a favore di un tempio cristiano, attestando quindi la frequentazione del sito anche in epoca medioevale. Il castelliere sorge a 357 metri s.l.m., è di forma ellittica, si presenta in uno stato relativamente discreto con evidenti crolli, il lato maggiore misura circa 78 metri mentre il lato minore 40 metri, le mura nel tratto meglio conservato hanno uno spessore che va dai 2 agli 8 metri. Il castelliere si erge su una propagine delle murge cegliesi che permette di avere uno sguardo su tutta l'attuale Valle d'Itria, a valle della collina si estende un vasto abitato, recintato da muretti a secco per un'area di circa 95 ettari. Il castelliere fu ereditato dai Messapi, la cui presenza è attestata dal ritrovamento di ceramiche varie, che lo riutilizzarono forse come un phourion; difatti la zona tra Ceglie Messapica e Martina Franca si presenta oggi come una zona aspra, piena di fitti boschi e dirupi scoscesi, ostacolo naturale all'incursione di nemici, forse per tale motivo non si sono ritrovate in questa zona tracce del paretone, è probabile che l'unica difesa su questo lato del territorio fosse l'avamposto del Castelliere di San Pietro, in quanto la città di Martina Franca non esisterà sino al X secolo d.C. fondata da profughi tarantini in fuga dalle devastazioni dei Saraceni.
Nei pressi del castelliere si è successivamente sviluppata l'omonima masseria di San Pietro, il cui corpo di fabbrica è costituito da più edifici nati intorno alla corte centrale a cui si affacciano oltre che l'edificio a due piani, alcuni trulli e le stalle, non lontano della masseria sono presenti: una cappella e una cavità carsica denominata Grotta Masseria San Pietro al cui interno si è stato costruito anche un frantoio ipogeo.

## Galleria d'immagini

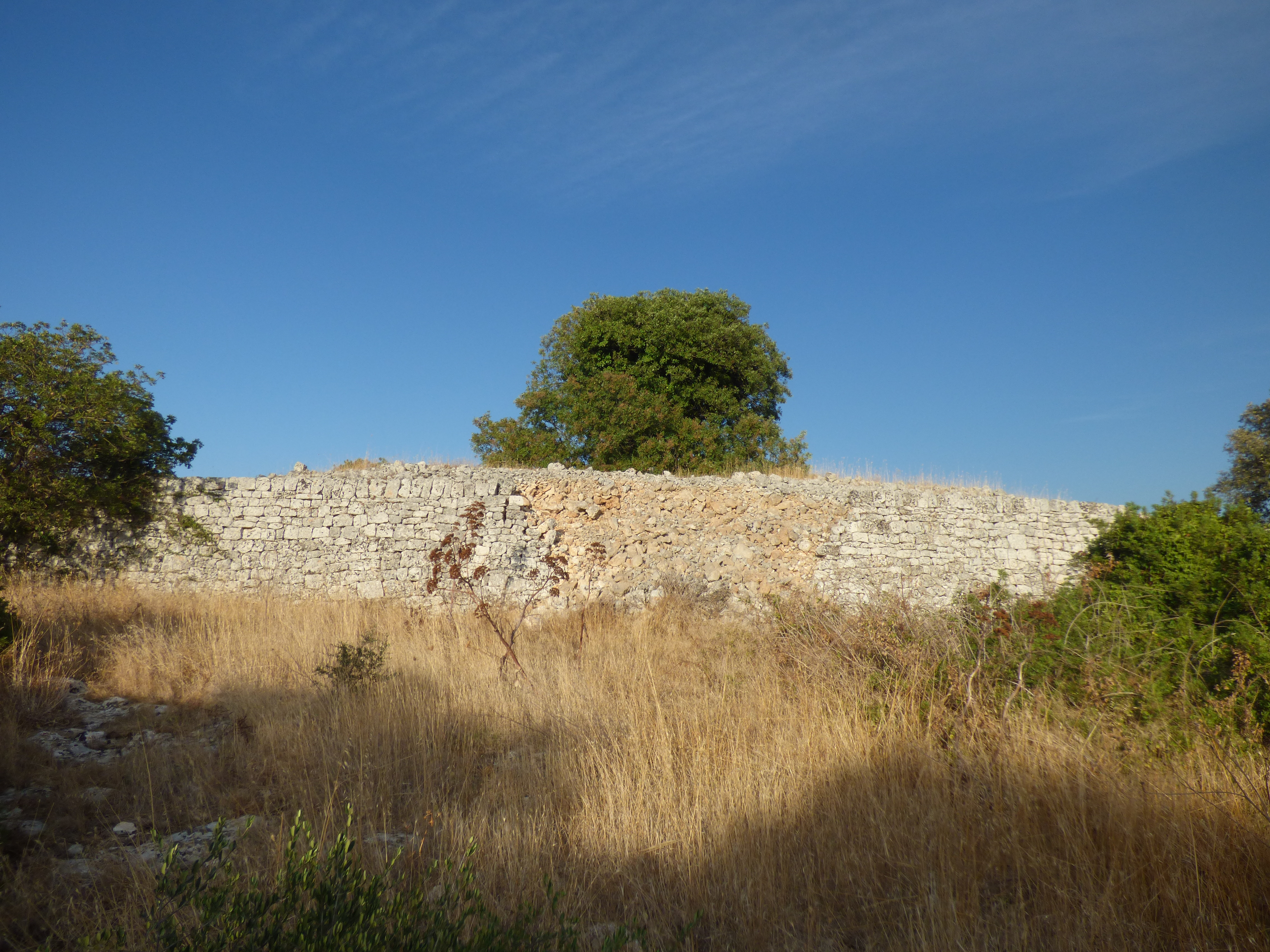
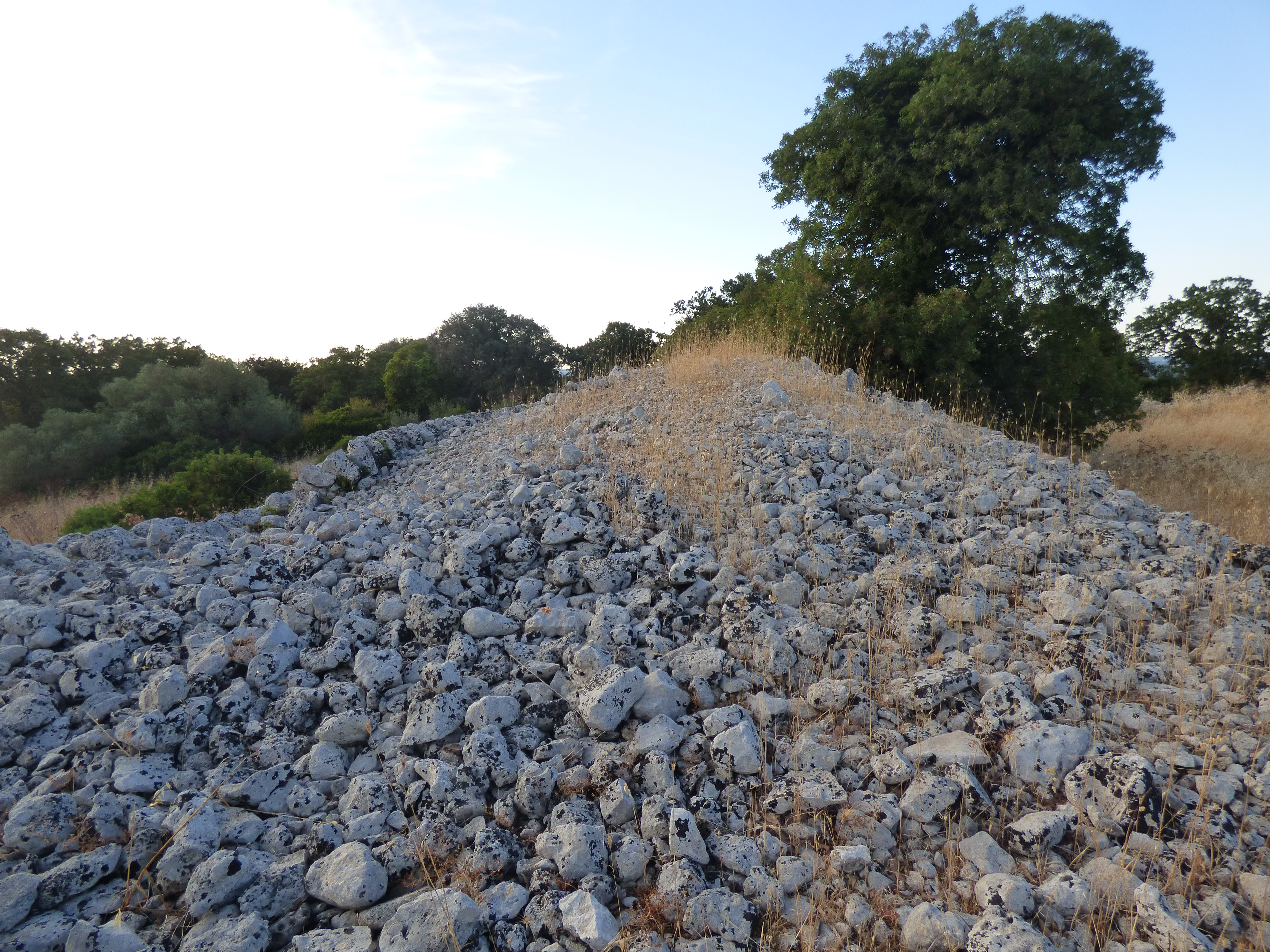
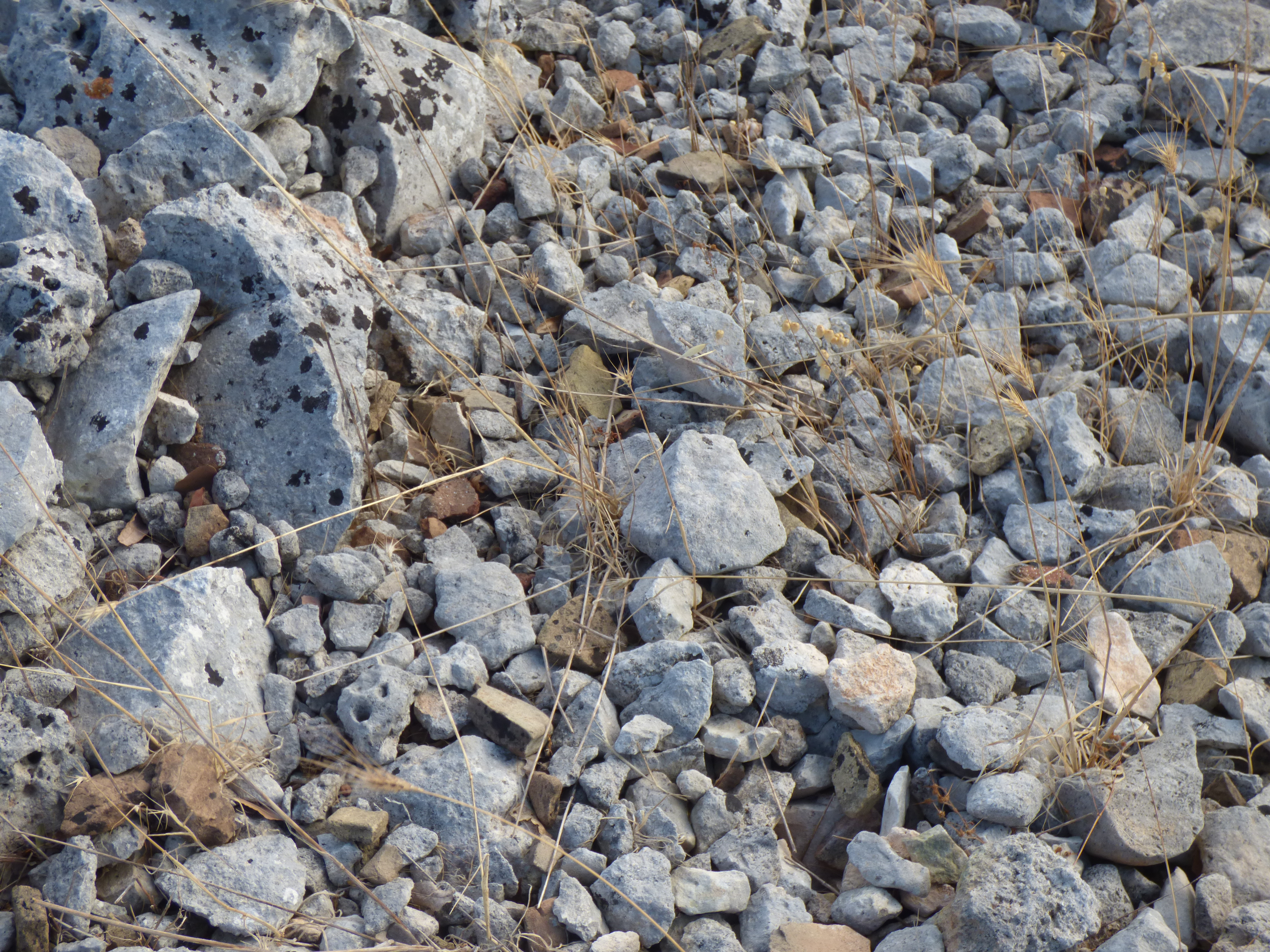
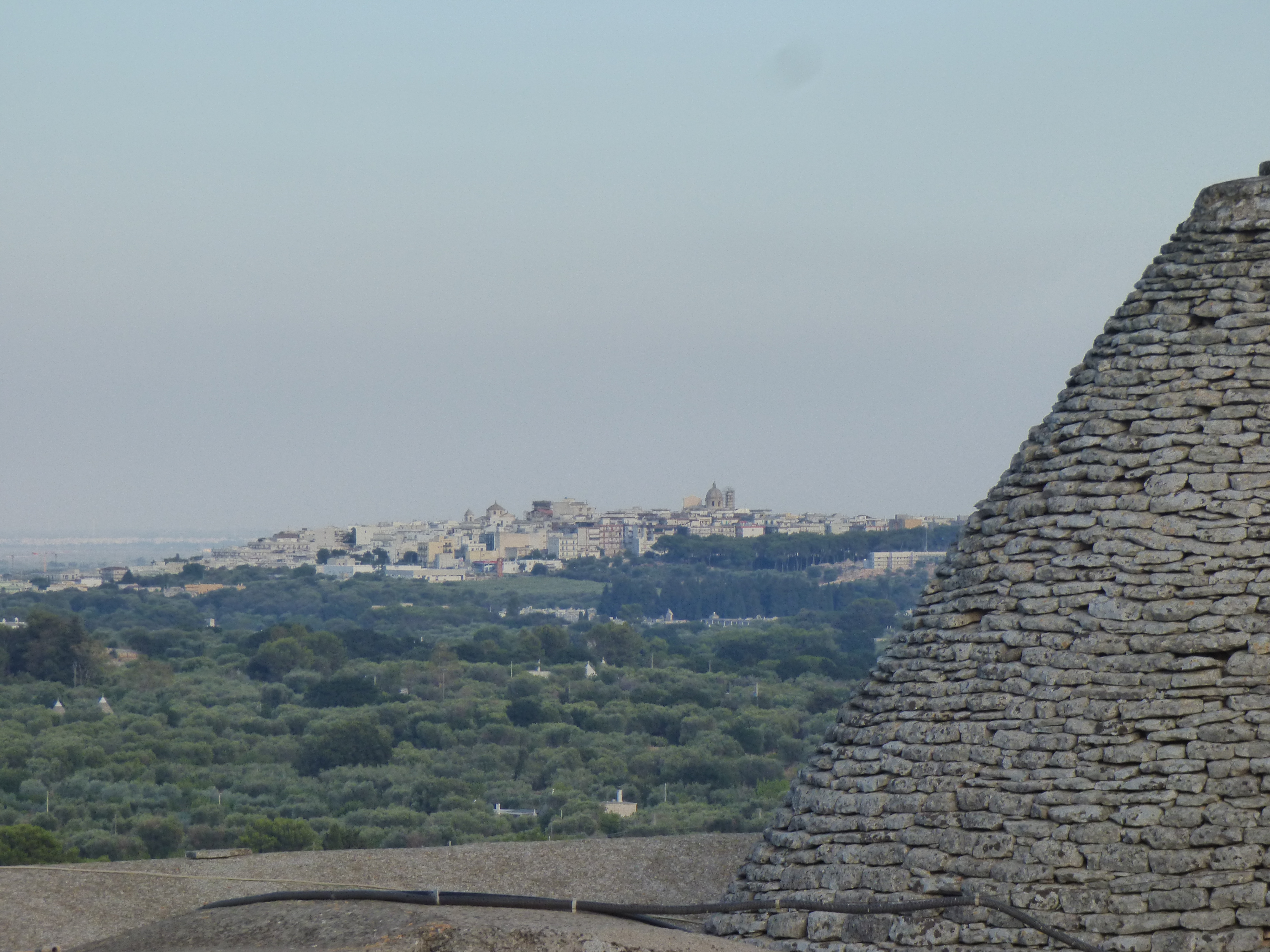